# Aspiration de la transpiration
L'aspiration de la transpiration (en allemand : Transpirationssog), est la force d'aspiration que l'eau à l'extrémité supérieure d'une colonne d'eau fermée peut apparemment réaliser par évaporation. L'eau adhère à la paroi d'un tubes étroit et peut également vaincre la gravitation grâce à ce qu'on appelle la capillarité. Lorsque l'eau s'évapore à l'extrémité supérieure d'un capillaire (Kapillare (de)), placé droit dans un bassin d'eau, l'eau est poussée par le bas par la pression atmosphérique. La pression atmosphérique étant limitée, l'eau ne monte pas de plus de 10 mètres de cette manière. Lorsque l'eau dans un capillaire vertical monte automatiquement à une hauteur de 10 mètres, la pression atmosphérique à la base du capillaire est équilibrée. Une aspiration supplémentaire entraînerait la formation d'un vide au niveau du pied, ce qui empêcherait davantage l'eau de monter.
Cependant, selon la théorie de la cohésion désormais généralement acceptée , la libération d'eau par les feuilles d'une plante permet à l'eau d'être transportée à des hauteurs supérieures à la pression atmosphérique. L'eau s'évapore à travers les stomates des feuilles et crée une succion qui garantit que l'eau est aspirée depuis la racine à travers les vaisseaux du xylème. Des hauteurs supérieures à 10 mètres peuvent être surmontées contre la gravité, car les forces cohésives de l'eau (dans les capillaires étroits) permettent également la formation d'une pression négative - les fils d'eau sont pratiquement tirés vers le haut.
Le gradient du potentiel hydrique, est suffisante pour le transport de l'eau sur de grandes différences d'altitude. Une pression osmotique est déjà générée dans les racines (poussée radiculaire).
Les mesures montrent que la thèse de la transpiration pour le transport de l'eau dans les plantes est incohérente sur de grandes différences de hauteur.